# Велика интелигенција
Велика интелигенција (енгл. Great Intelligence) је измишљени лик у британској научнофантастичној телевизијској серији Доктор Ху. Иако Велика интелигенција нема физички облик, способна је да комуницира, како сама тако и кроз поседовање, са другим ликовима у серији. Велику интелигенцију су осмислили сценаристи Хенри Линколн и Мервин Хајсмен, а први пут се појавила у серијалу Невероватни снежни људи из 1967. где је наишао на Другог Доктора и његове сапутнике Џејмија и Викторију. Велика интелигенција покушава да формира физичко тело како би освојила Земљу, користећи Јети роботе који подсећају на криптозоолошка створења. У почетку је Велика интелигенција користио Јети роботе да уплаши радознале, да би их касније користио као војску. И Интелигенција и Јетији су се вратили у наставку приче под називом Мрежа страха.
Услед неслагања између Линколна и Хајсмена са BBC-јем 1968. године око њихових права на Велику интелигенцију и Кварце, сценаристи су напустили серију и и Велика интелигенција и Јети су пензионисани. Велика интелигенција и његови Јетијевци су се од тада појавили у низу романа Невиних несталих пустоловина из 1990-их и спиноф продукцији Право време из 1995. године. Велика интелигенција се вратила у божићном специјалу из 2012. „Снежни људи” где му глас даје сер Ијан Мекелен, који у танчине описује порекло ентитета. Ричард Е. Грант је преузео улогу у наредним појављивањима у седмом серијалу обновљене серије.

## Појављивања
И Велика интелигенција и Јетији појавили су се два пута у петој сезони серије као противници друге Докторове инкарнације (Патрик Тротон). Серијал Одвратни Снежни људи из 1967. приказује Велику интелигенцију као поседовање тела Високог Ламе Падмасамабаве (Волф Морис) још од када је наишао на човека на астралном плану пре неколико векова. Користећи Падмасамбаву, Велика интелигенција помера мале фигуре Јетија око шаховске мапе манастира и планине, при чему Јетији штите пећину која скрива пирамиду кугли у којима се налази Велика интелигенција. Велика интелигенција намерава да створи физичко тело за себе, али ове планове осујетили су Доктор и његови сапутници.
У наставку Мрежа страха, емитованом 1968. и смештеним четрдесет година након Одвратних снежних људи, Велика интелигенција се враћа када се активира контролна кугла и уђе у Јетија. Велика интелигенција користи војску Јетија да преузме лондонску подземну железницу и почиње да испуњава Лондон мрежом. Велика обавештајна служба првенствено поседује ум наредника Арнолда (Џек Вулгар) да минира војни отпор најезди Јетија. Најезда је откривена као замка направљена да привуче Доктора како би Велика интелигенција могла да исуши Докторов ум, али је поново поражена и прогнана.
Епизода Једанаестог Доктора (Мет Смит) 2012. у „Снежним људима“ представља порекло Велике интелигенције коме глас даје сер Ијан Мекелен. Открива да је Интелигенција настала као кристални организам који изгледа као снег и реагује на мисли других. Организам сличан снегу постао је под утицајем мисли дечака Волтера Симиона током 1800-их, формирајући менталну симбиозу. Одатле, Велика интелигенција је натерала одраслог др. Симиона (Ричард Е. Грант) да створи „Велики обавештајни институт“ и оркестрира шему за добијање ДНК гувернанте која се смрзла на смрт у рибњаку породице Латимер. Он намерава да искористи њен ДНК да створи облике живота засноване на леду, неспособне да се истопе како би заузели свет. Пошто је ледено створење уништено, Доктор користи „црва сећања“ на др. Симиона да избрише његова сећања, очекујући да ће то уништити интелигенцију. Међутим, Велика интелигенција постоји довољно дуго да постане независан ентитет и користи Симионову мртву љуску да нападне Доктора, накратко преузимајући глас малог Симиона (Камерон Стрефорд) током сукоба. Обавештајци се повлаче из његовог брода када породица Латимер плаче за Кларом која је на самрти, изазивајући да се његов снег отопи. Подразумева се да су ови догађаји довели до Мреже страха док Доктор показује карту лондонке подземне железнице из 1966. Великој интелигенцији.
Велика интелигенција се појављује у епизоди из 2013. „Звона Светог Јована“, смештеној у садашњости. Велика интелигенција користи жену по имену Госпођица Кизлет (Силија Имри) да му помогне у стварању организације са седиштем у Шарду да прикупља и сакупља умове људи који користе бежични интернет да би се њима хранили. Једанаести Доктор успева да убаци госпођицу Кизлет у овај „облак података“, приморавајући раднике да ослободе умове заробљене у облаку података и врате их у њихова тела. Да би сачувала своју тајност и ометала истрагу УНИТ-а, Велика обавештајна служба је наложила госпођици Кизлет да избрише сва сећања на своје постојање из ње и сећања осталих запослених. Комуницирао је са људима на видео екранима користећи лик Симиона.
У завршници 7. серијала „Име Доктора“, Велика интелигенција се испољава кроз мрачна створења која се зову Шаптачи и обмањује их, мењајући оно у коме живи у облик др. Симиона. Шаптачи отимају Патерностерску банду, блиске сараднике Једанаестог Доктора, и одводе их у Трензалор, место Докторове будуће гробнице. Тиме што је намамио Доктора у сопствени гроб, Велика Интелигенција добија приступ Докторовој гробници (његовог будућег мртвог ТАРДИС-а), претећи животима Банде. Открива се да су Докторова путовања кроз време створила "тело" временске пукотине унутар олупине будућег ТАРДИС-а. Велика интелигенција тврди да планира да се освети Доктору што је осујетио његове планове тако што ће се распршити по Докторовом временском току. Самим расипањем, Велика интелигенција намерава да поништи све Докторове разне победе и уништи га, иако би то уништило и њега самог. Међутим, пошто је ушао у пукотину, Докторова сапутница Клара Освалд га прати, такође се расипајући по временском току, спасавајући Доктора који заузврат улази у свој временски ток да би спасио Клару. Претпоставља се да је Интелигенција уништен, иако је више његових варијанти уткано у Докторов временски ток.

### Појављивања у огранцима
Велика интелигенција и њене слуге Јетији приказане су и у огранак филму Застој из 1995. године у продукцији "Reeltime"-а, а у њему се појављују Викторија Вотерфилд (Дебора Вотлинг), бригадир (Николас Кортни) и Сара Џејн Смит (Елизабет Слејден) са сада покојном професорком Траверсом (Џек Вотлинг) који служи као брод за обавештајну службу. Ту Велика интелигенција планира да зарази Интернет како би га користила као ново тело, користећи контролне сфере да претвори људе у слуге Јетија. Застој је написао Марк Плат као део серијала Невиних несталих пустоловина 1996. године.
Велика интелигенција се такође појављује у неколико романа (Свеобухватна ватра, Миленијумски обреди, Необичан посао, Квантни архангел и Подељене оданости) у којима се поистовећује са Јог-Сототом Х. Ф. Лавкрафта, бићем из универзума пре овог..
Велика интелигенција се такође појавила у резервном стрипу у Недељнику Доктор Ху бр. 31–34.

## Моћ
Велика интелигенција није имала физички облик и стога се ослањала на поседовање живих бића да би обмањивала својим окружењем. Постојао је на астралном плану и могао је да уђе у људе које је срео. То је омогућило Падмасамбави да живи преко 300 година док је створио робота Јетија, а такође је реанимирао мртва тела попут наредника Арнолда. Имао је значајне психичке моћи као што је контрола ума и чак је могао психички да нападне Доктора, наносећи му велики бол и путујући кроз време и простор.
Велика интелигенција се такође може испољити у једноставним облицима као што су љигавост која је сјајно сија, густа магла која је гута све што је у њу уђе и отровна мрежа/гљивица која може да ухвати Докторов ТАРДИС и не може бити уништена хемикалијама, динамитима или бацачима пламена.

## Физичке лсуге

### Јетији
Јетији су били покушај продукцијске екипе да створи антагонисте који се понављају за Доктора уместо Далека чији је творац и делимично власник ауторских права Тери Нејшн желео да се они појаве у америчком огранку. Сценаристи Хенри Линколн и Мервин Хајсмен изабрали су приче о јетијима да заснују своје ново чудовиште. Јетије контролише Велика интелигенција преко контролних кугли. Они су приказани као способни да траже неактивне Јетије, емитујући низ звучних сигнала налик звиждуцима док то раде. Мрежа страха приказује ликове који врше оглед на једној од кугли и на крају успевају да контролишу Јетија у коме је смештена помоћу даљинског управљача кратког домета.

### Снежни људи
У „Снежним људима“, првом појављивању Велике интелигенције у унутрашњој хронологији серије, Велика интелигенција је у облику психичких пахуљица – анимираним Снежним људима широм викторијанског Лондона који се боре за њу. Током епизоде, он такође реанимира и преузима контролу над женом која је умрла смрзнувши се у језеру, а касније још увек поседује мождано мртво тело свог помоћника др. Волтера Симиона (Ричард Е. Грант) пошто га је угризао црв сећања који му је избрисао сва сећања.

### Кашикаре
Кашикаре су роботи које оперативци Велике интелигенције коришћени у „Звонима Светог Јована“ да сакупе људске умове како би се њиме уживали. Госпођица Кизлет (Силија Имри) их такође назива „Послужитељима“, а Једанаести Доктор (Мет Смит) као ходајуће вај-фај базне станице. Имају главу у облику кашике кроз коју упијају нечију душу и могу да се маскирају као фигуре из подсвести мете. Стивен Мофат је рекао да је написао „Звона Светог Јована“ као „акциони тобоган“, а роботи Кашикаре су осмишљени за разлику од других чудовишта које је створио као што су Уплакани анђели и Тишине са фокусом на страхове. Такође је рекао да Кашикаре нису критика савремене опседнутости технологијом и да је концепт бежичног интернета био више метода најезде која је нова за Доктора Хуа.

### Шаптачи
У „Имену Доктора“, Великој интелигенцији помажу Шаптачи, нерањива испољавања која шапућу у римама. Изгледају као викторијанска господа, без икаквих црта лица осим уста са оштрим зубима. Велика интелигенција је у стању да се физички испољи уместо било ког од појединачних Шаптача, узимајући облик свог последњег људског домаћина Волтера Симиона (Ричард Е. Грант). Њихов шапат се подразумева да је пророчански, када јуре Доктора на Трензалору, шапућући риме као што су: „човек који лаже неће више лагати, када овај човек лежи у Трензалору,“ и „Овај човек мора пасти као што сви људи морају, судбина свих је увек прах." Риме се често загонетно односе на прошле или будуће догађаје за које Шаптачи нису имали очигледан начин да знају.

## Пријем
Критичар Грејем Слајт је у анализи чудовишта Доктора Хуа прокоментарисао да је употреба Јети робота од стране Велике интелигенције била незанимљива јер су представљали само физичку претњу без гласа. Неки рецензенти су то видели као снагу, при чему је Ник Пејџ сматрао да то што Јетија контролише Велика интелигенција представља већу претњу, тврдећи да зато што је „Велика интелигенција... увек искључивала њихову моћ када то није било потребно“, ово ствара неизвесност када су ликови у интеракцији са успаваним Јетијем.
Давање гласа Ијана Мекелена Великој интелигенцији када се вратио у божићном специјалу 2012. уопштено је добро примљено. Патрик Малкерн, који је писао за Радио време, рекао је "капа доле Стивену Мофату" због поновног увођења лика и описао избор Ијана Мекелена за улогу као "пуч" и "чаробњачки". Неки рецензенти су сматрали да је лик недовољно развијен, а Кајл Андерсон из Штребера сматра да је, иако су Мекелен и Ричард Е. Грант, који је тумачио његовог човека, др. Симиона, одличан избор за глумце, план Велике интелигенције био „најмањи разрадио део сценарија“. Рецензија Мета Ризлија из ИГН-а је на сличан начин похвалила глуму Мекелена и Гранта, али сматра да је прича „пуна идеја“ и да је повратак Велике интелигенције засенчен „потпуно формираним и потпуно непредвидивим“ наступом Џене-Луиз Колман у улози Кларе Освалд.
Појава лика који је тумачио Ричард Е. Грант у „Звонима Светог Јована“ доживљавана је као успостављање Велике интелигенције као истакнутог антагонисте за 7. серијал. Сајмон Бру је сматрао да је појава Велике интелигенције „веома добродошла“ и упоредио је употребу лика са употребом Моријартија у серији Шерлок Стивена Мофата. Марк Сноу је описао Велику интелигенцију у својој рецензији као „Великог зликовца” и сматрао је да је умешаност лика лепо повезана са заплетом Кашикара. Нила Дебнат из Независности је упркос осећању да је ова епизода „поновно решавање“ елемената „Трептаја“ и Шерлока прокоментарисала да се чини да успоставља основу за битку између Доктора и Велике интелигенције.